# 要塞 (2001年游戏)
《要塞》（英語：Stronghold）是一个在2001年由萤火虫工作室开发的历史性即时战略游戏。这款游戏主要集中在征服和军事扩张，还提供了经济战略和发展的空间。要发挥一个经济和军事活动在游戏手册中讨论了。游戏发生在中世纪1066年的英国，但这并非时间限制，游戏可以延续到在这之后的好几个世纪。
游戏获得了不少好评，例如PCGamer 和GameSpy （见下文）。游戏继续拥有一个宏大的故事背景，可以通过游戏中的“编辑地图”来编辑各种东西。
因其受到巨大欢迎，萤火虫工作室又开发了三个续集：《要塞：十字军》、《要塞2》、《要塞传奇》和几个资料片。.

## 军事战役
故事发生在一个中世纪的王国。具体时间没有明说，但是地图显示故事发生在英格兰和威尔士，从地图编辑器可以看出预设时间在1066年1月。故事开始时，国王企图向一个野蛮的敌人进攻，入侵失败，国王被捕并被勒索，四个强大的诸侯将王国瓜分。玩家是一个年轻的，缺乏经验的指挥官，他的父亲向敌人求和时，被一个伏击的诸侯杀死。只有两名领主效忠国王，为玩家服务。玩家最终杀死了所有的诸侯。

### 人物介绍
- 领主：玩家城堡的领主，也是最重要的角色。当领主死了，游戏也结束了。
  - 伍萨克爵士：伍萨克爵士是一个值得信赖的顾问，自从玩家的父亲遭到伏击，伍萨克爵士就照顾玩家。他是小心的一方，而且当他考虑太多问题时，会骂玩家，他和朗加姆爵士花了太多时间争论玩家该怎么做。
  - 朗加姆爵士：朗加姆爵士是一个老战士。 他是一个有才能的士兵，当玩家忙于自己的任务时，他在其他地方作战 他反对伍萨克爵士的所有行为，并经常让玩家承担更多风险。
  - 国王：国王只在战役的最后一刻出现，但他在战役中多次被提到。
- “老鼠”跳蚤公爵：老鼠是跳蚤家族的独生子。公爵很照顾自己的母亲，从来不收她的税且经常让她得到足够生活的东西。一天一个信使透露·他父亲是跳蚤公爵，与他母亲曾有过奸情。 由于一次不幸的意外，跳蚤家族在海上全部遇难，老鼠继承了爵位， 老鼠是最幼稚的人——任何挫折会使他失去冷静而且当玩家攻占他的郡越来越多他会紧张。老鼠拥有英格兰南部的郡，而且他是第一个被玩家打败的人。老鼠的军队是橙色的。
- “蝰蛇”博勒加德公爵：蛇曾是大陆最富有的省份的官员，他通过收集税款过富裕的生活。当国王查明了这件事，他在“新殖民地”上任。 在他与国王的第一次战斗上，被玩家的父亲打伤了一只眼睛。在这天，他发誓将玩家全家人的头颅插在他城堡外的荒野上。蛇是一个狡猾的敌人。在一次战役上，他曾帮助玩家攻击老鼠， 但他这样做，如同他的所作所为。 他在第一次面对玩家时，自信满满；但一旦玩家超越他，他就会恐慌。 他大部分的土地在威尔士，但他在战斗时，获得了老鼠的一个郡。蛇的军队是黄色的。
- “肥猪”块茹公爵：传言当猪出生时，由于相貌丑陋，被父母遗弃在街道上。 无论如何，已知他加入了在整个土地所有城镇，乡村上作乱的一支土匪。长大时这个土匪还是营养不良的，但他因在制定计划，基本军事战术的优秀，被题名为流氓首领，在每次行动后，猪总是获得最好的食物，令他超重至今。猪是野蛮的。当他和玩家谈话时，玩家可以感觉到食物和唾沫悬挂在他的脸上。他有报复心，没耐心，还有点愚蠢。他只害怕狼。 猪主要控制中东部的郡。猪的军队是红色的。

- “野狼”沃尔普公爵：狼的过去被神秘笼罩着，他已知的过去主要是靠传说和不可靠的谣言拼凑成的。只确认他的父母在狼的十八岁生日不久死去的。冷酷而无情，狼是玩家最大的敌人。他与其他三个公爵反抗玩家，但他们都没有打败玩家。他是游戏中最危险的敌人。他是将剑刺入玩家父亲胸口的人。当玩家攻占狼的城堡并杀死狼时战役结束了，并且为父亲的死报了仇。狼拥有英格兰最北端的郡。他的军队是灰色的。

## 单位
在要塞中，有十种不同种类的兵种可以招募，包括：
矛兵：最弱但也最便宜的单位
弓箭手：弓箭手是远程兵种。他们便宜，速度快，使他们成为进驻守卫塔，进行小规模战斗的理想选择。他们唯一的缺点是他们对装甲兵种的攻击非常差。
弩手：和弓箭手一样，是远程兵种，但他们进攻的距离比弓箭手短，装箭很慢，移动也慢。但他们的箭可以直穿装甲，使他们适合守城。
链球兵：链球兵攻击城墙非常有效。他们很快，也很强，但他们的快速意味着他们不穿装甲，也意味着他们很容易被弓箭手和弩手射死。
戟兵：戟兵有很好的装甲，速度也很合理，但他们攻击力很弱， 使他们更擅长于守卫，而不是进攻。（踩陷阱，踩沥青沟除外)
剑士：剑士是游戏中最厉害的兵种。他们穿着最好的装甲，拥有最好的武器，使他们成为守卫和进攻的最佳人选。但他们极其缓慢，消耗的资源也十分多。
骑士：骑士实际上就是马上的剑士。他们是游戏中最快的单位，但他们由于骑马的缘故，只能穿轻装甲，不能上城墙。生产马匹极其昂贵，而且和剑士的装备完全相同，是他们成为游戏中最贵的兵种。
工程师：工程师从不战斗——除非建造攻城武器如投石机，冲车摧毁敌人的城墙。
隧道工：和工程师一样，从不参加战斗，除非挖地道破坏敌人的城墙。

## 游戏
在要塞中，玩家需要扮演一个王国的国王。目标是建立一个强大的要塞并摧毁敌人的要塞。

### 游戏模式
要塞有以下几个游戏模式:
- 战役类游戏
  - 单人战役：21个单人战役让人学会要塞的基本操作，如何战斗。在每一个战役里，玩家都会夺得一个郡。
  - 攻城战役：在攻城战役中，玩家可以选择进攻或防守某一个城堡。在攻城战役中，不可以建建筑或获得资源。游戏里有几个要塞，但更多要塞可以通过地图编辑器，创建出来，在地图编辑器的攻城战役中，玩家被给予一些物资和黄金用以建造要塞。
  - 入侵游戏：在游戏中, 入侵游戏像其他即时战略游戏中的其他战役——玩家完成一个或几个任务包括获得物质，保卫要塞，坚持到指定的时间或打败敌人。
  - 多人游戏：玩家可以建立區域網路游戏，之后建成要塞并打败对方。
- 经济类游戏
  - 经济战役：经济战役包含5个重点在经济的战役，玩家需要去解决问题如疾病，大火，土匪和害兽。
  - 经济任务：在这些任务中，玩家需要完成一个或多个经济上的任务，更多经济建设任务可以通过地图编辑器创造出来。
  - 自由建造：顾名思义，在这些任务中玩家可以防守去干他们想干的事。更多地图可以通过地图编辑器创建。

- 编辑地图: 参见下文“地图编辑器”。

### 特点
为了生存，玩家需要建造一座城堡，建造私人建筑和城堡的城墙，塔。玩家也要确定哪些建筑是至关重要的，哪些可以遗弃到城堡外面在被攻击时摧毁。也要有办法让士兵守卫城堡并最终打败敌人。 
为了创造一个稳定的经济环境去收集资源，玩家必须受到他的人民的欢迎（有声望）；否则会令人民离开城堡并导致经济崩溃。声望可以通过住房，低税，增多食物配给，啤酒和宗教来维持。声望也会受到美好事物或刑具的影响：美好事物使声望变好，士气上升（攻击力，防御力上升），但也使人民变懒；刑具使人民变勤，但也会降低声望，士气下降（攻击力，防御力下降）。
游戏不同于其他大部分即时战略游戏，所需的资源经过很多设施，才可以被利用。建造一支军队，需要空闲的农民，武器，而不是在兵营中投入其所需的资源。例如，一些资源，像木头，只需要伐木工砍伐木头，再将木头砍成木材。再比如，面包要求收割小麦，磨成面粉，生产出面包，才能被利用。如果有足够的黄金，可以越过某些环节，直接从市场购买原材料，或直接购买成品。 以面包为例，可以直接购买面粉，直接制成面包，省去了两个环节。

### 战斗
在要塞中，战斗纯粹是基于实力和生命值系统。单位之间没有距离的限制，允许一大群最差兵种——矛兵挤满一群最好兵种——剑兵。不像其他战略游戏，单位有距离的限制去允许他们覆盖其他人。这往往导致一窝蜂战略。非战斗性单位，例如农民，被敌人攻击后立即死亡。但有些人(如伐木工，铁匠，狗和猎人）可以攻击：伐木工和铁匠可以杀死弓箭手，猎人可以杀死矛兵。受伤的士兵继续留在游戏中，但是没有治疗系统。攻城武器，好几个任务重的重点，并不像其他即时战略游戏通过从兵营购买得来。他们需要花费金币，通过工程师建造。

#### 火
火在游戏中发挥了重要作用，在某些任务中，点燃沥青甚至是生存唯一的出路。同样，有些事也会触发火灾。大火蔓延得很快，并且会烧死人或烧毁建筑物。如果所有近处的东西被大火烧毁，大火将会熄灭，或者被消防员扑灭。大火可以蔓延到小部分的水里。 
在大多数即时战略游戏中，出现大火是被损坏到一定程度的指标；例如，当建筑物被损坏到一定程度，他将会出现大火，但大火不会蔓延到其他建筑物中。在要塞中，建筑物被损坏到一定程度时，不会出现大火；当被损坏到一定程度时，建筑物会出现裂缝，整个建设被破坏。但是，当滚油罐被破坏，将会在那里兴起小火苗。

#### 城墙
在要塞中，城墙和其他即时战略游戏不同，因为墙和塔本身不会攻击敌人。军队可以放在墙或塔上，而且不会遭到火灾威胁。墙没有生命值；如果石弹攻击城墙的某个位置，城墙会被破坏；城墙会低一些。当城墙变得足够低时，军队（和石弹）
可以越过城墙前进。塔有生命值，意味着当塔收到了一定程度的损害，塔就会崩塌。在要塞中，当塔损坏时，塔上就会出现石弹坑。当塔或门楼被损坏，且没有敌军军队时，塔和门楼可以花费储存的石块修复。

### 地图建造
在要塞中，地图编辑器也是独特的。在编辑器中，当游戏开始时时间会流逝；树木生长，野鹿移动，野狼捕食，等等。此外，编辑器很简洁，但可以建造漂亮的地图。士兵可以像正常游戏时一样移动，攻击。当士兵与士兵过于紧凑时，他们会分散开。脚本和其他东西被放在了一个菜单里，菜单会解释每一个东西。

## 评价
| 评价      |           |
| 评论媒体  | 分数      |
| PC Gamer  | 82%       |
| Gamespot  | 10分之7.6 |
| GameSpy   | 100分之89 |
| IGN       | 87%       |
| GameOver  | 82%       |
| Eurogamer | 10分之6   |
| GameZone  | 10分之8.3 |

要塞普遍受到人们的好评，批评与审评，平均分为78%（根据评语），当然，成绩波动很大，最低分为60%，最高分为91%。 
媒体赞扬了其视觉效果；Gamespot说图形“建筑看起来很好，但并不令人满意，且同样可以说成是单位” 而且“动画做得很好”。 IGN 与其相左，说“动画有点震荡”而且视觉效果一般，“这不是心目中最美的游戏，但这已经足够不使你的眼睛烧伤。”GameZone 高度赞扬了图形，说环境非常“精彩”而且评论每个人物最好的动画。
GameSpot没有在音效上说很多，但说了“音乐给人留下了深刻的印象”。 GameSpy 在音效上保持中立，说“音乐很好，令人难忘”，但也评论“配音低劣”。

## 续集

### 十字军
要塞系列的第二款游戏，要塞：十字军，在2002年9月发布。和第一款游戏类似，但加强了其即时战略元素，并且游戏和任务设置在了中世纪的中东。游戏重点是十字军东征时的防御和攻城战。这款游戏和游戏模式“十字军”的背景是第三次十字军东征。
和原来的要塞的不同之处也许是四个独立的战役。战役源于真实的历史：萨拉丁和理查一世是玩家的AI盟友或对手。但是游戏中也有许多其他的AI人物。此外，和原版游戏不同的是，玩家可以使用所有的单位和建筑，无论他是一个阿拉伯领主还是一个欧洲国王。这并不影响单位和建筑的使用，但它确实影响到当游戏开始的时候玩家所拥有的单位。

### 要塞战争机器
这是一个要塞：十字军的资料片，安装了所有的补丁，还有一个新战役，几个AI和新地图。

### 要塞2
要塞系列的第三款游戏， 要塞2在2005年4月发布。游戏加强了引擎，并且使用3D系统其他改变包括新的战争和和平战役，并增加了犯罪和刑罚系统。这是自从2001年要塞第一次摆在货架以来的第一次的全面改革。他还包括很多新的人物和可以加到一个城堡中的有些变化的墙和塔。但是，一系列独特的“即时地图编辑器”取代了“静止地图编辑器”
但是，发布之后，玩家们为游戏的频频死机，卡机（甚至在离线游戏的时候），和整体的缺陷而愤怒。萤火虫工作室重视游戏社区中的投诉，并承诺以后发布修复补丁。不久，1.1补丁修理了一些问题，然而，直到发布了1.2补丁，投诉才停止。 
在2005年10月28日，第三个补丁（1.3.1）发布，进一步修复漏洞并增加了类似要塞1和要塞：十字军的游戏模式，其中包括值得纪念的“君主争霸”。
重要的是，游戏普遍受到批评，无论是在最初发布的时候还是在游戏部分的漏洞。

#### 要塞2小游戏
为了增加要塞2的销量，一个flash游戏被开发，叫Castle Attack 2 （页面存档备份，存于）。目标是建造一个城堡并守卫它。这个游戏有十关，并且每关逐渐增加难度。

### 要塞2豪华版（独立扩展包）
这是要塞2的新版本。它包含原版要塞2，所有的补丁，小游戏和一些新地图。

### 要塞传奇
第四款游戏要塞传奇包括24关，包含在三个不同的战役中：亚瑟王和他的圆桌武士，吸血鬼德古拉伯爵，和德国家喻户晓的齐格弗里德。这个游戏有个新功能，可以让玩家控制人和神话军队。要塞传奇可以生产像龙的生物和女巫。
- Gamershell Legends Screenshots
- Firefly Studios Legends Release Page

### 要塞十字军增强版
第五款游戏要塞：十字军增强版大部分和要塞：十字军相同，但是扩大了人口上限，可以在屏幕上一次出现成千上万个单位，而要塞：十字军只能出现一千个单位。它还包括一个最新版本的，有新AI人物和新地图的原版要塞：十字军。